# Athetis caeca
Athetis caeca är en fjärilsart som beskrevs av Charles Oberthür 1879. Athetis caeca ingår i släktet Athetis och familjen nattflyn. Inga underarter finns listade i Catalogue of Life.